# ASTOS
ASTOS è un software per ottimizzazione e simulazione di traiettorie per varie missioni: lanciatori, veicoli di rientro, trasferimenti orbitali, progetto generale di veicoli e per valutazioni del rischio derivante dal rientro di oggetti. Il software è specializzato nella soluzione di problemi aerospaziali tramite una interfaccia semplificata (nessuna programmazione richiesta) e un generatore automatico di "Initial guess". Sin dal 1989 l'Agenzia Spaziale Europea ha sviluppato e migliorato questo software per calcolare la legge di controllo "ottima" per un gran numero di complessi problemi di ottimizzazione multi-fase. ASTOS è stato usato in maniera intensiva e continuativa in ESA e in varie aziende aerospaziali per il calcolo di traiettorie di lancio e rientro. ASTOS è nell'elenco dei programmi usati da ESA per la valutazione del rischio dovuto al rientro di ATV-001 Jules Verne.
ASTOS è compatibile con piattaforme Windows, Linux e Mac OS. Astos Solutions GmbH è responsabile per lo sviluppo e la commercializzazione del software per l'Agenzia Spaziale Europea.

## Storia
Lo sviluppo di ASTOS (in passato conosciuto come ALTOS) iniziò nel 1989 presso il DLR (Agenzia aerospaziale tedesca) in Oberpfaffenhofen e presso MBB (ora EADS Astrium). Nel 1991 l'istituto di meccanica e controllo del volo (IFR) dell'Università di Stoccarda, guidato dal Prof. Klaus Well, assunse il compito di continuare lo sviluppo di ASTOS. Nel 1999 iniziò la commercializzazione del software. Nel periodo 2001-2006 ASTOS è venduto da TTI (Technology Transfer Initiative) dell'Università di Stoccarda.
Da settembre 2006 lo sviluppo e la commercializzazione di ASTOS sono gestiti da Astos Solutions GmbH, compagnia fondata da Andreas Wiegand.

## Progetti
ASTOS è usato da agenzie spaziali e industrie sin dal 1998; a seguire una lista di alcuni progetti nei quali il software è stato utilizzato per la progettazione o lo sviluppo di missioni spaziali.
- Lanciatori convenzionali: Ariane 5, Vega, Soyuz da Centre spatial guyanais, FLPP architetture.
- Studio di fattibilità di lanciatori riutilizzabili: Hopper, Skylon, SpaceLiner, Fast 20XX ALPHA.
- Rientro in atmosfera terrestre: X-38, Atmospheric Reentry Demonstrator, IXV, EXPERT.
- Calcolo del rischio associato al rientro di ATV.
- Rientri su altri pianeti: Beagle 2, ExoMars, Huygens.
- Trasferimenti orbitali e Rendezvous: ConeXpress, DEOS.
- Razzo-sonda: Shefex II, Maser11.